# Блус Къзънс
„Блус Къзънс“ (на английски: Blues Cousins) е руска блус група. Създадена е през 1993 г. и е считана за „най-добрата блус група в Москва“.
През 2000 г. „Блус Къзънс“ е отличена като най-добра блус група на фестивала Blues Sur Seine във Франция измежду 57 групи от цял свят. Няколко седмици по-късно Леван Ломидзе е награден от градската управа на Москва за концерта Blues Against the Drugs.
През 2003 и 2004 г. групата прави две големи, заемащи три месеца, турнета в САЩ, като представя повече от 70 концерта и участва в 15 блус фестивала във Вашингтон, Айдахо, Монтана и други щати.
През лятото на 2004 г. членовете на „Блус Къзънс“ подписват договор с лейбъла Jazz Stream Records (САЩ) и записват и издават CD на живо.
През януари 2005 групата прави още едно турне във Вашингтон и Монтана. По този начин тя става първата руска блус група, призната и търсена в САЩ, родината на блус и джаз стиловете.

## Участници
- Леван Ломидзе, китара, вокал
- Слава Игнатов, барабани, вокал
- Сергей Патрушиев, бас, вокал
- Дмитрий Честних, бас, вокал
- Константин Кириленко, бас ?

## Албуми и CD
- Blues Cousins (1996)[1]
- The Dream (1999)[1]
- Hoochie Coochie Man (2001)[4]
- Moscow Boogie (2002)[4]
- Дождь (2003)[1]
- Live 2003 (2003)[4]
- Alive in the USA (2004)[4]
- KGB Blues (2011)[1]
- 30 Most Slow Blues (2017)[1]
- I Was Born in Georgia (2018)[1]
- Sleepless Night (2018)[1]
- Let's Dance (2020)[1]
- I've Got No Mojo (2020)
- The Shadow (2020)
- Ain't No Easy (2023)

## Изпълнения
- Blues Sur Seine Festival, Франция[3]
- Sunbanks Blues Festival, Вашингтон, САЩ